# AO Kydon Chania (szachy)
AO Kydon Chania (gr. Αθλητικός Όμιλος „Κύδων” Χανίων, Athlitikos Omilos „Kydon” Chaníon) – grecki klub szachowy z siedzibą w Chanii, sekcja AO Kydon Chania, sześciokrotny mistrz kraju.

## Historia
Sekcja szachowa przy AO Kydon Chania została założona w 1982 roku. W 1997 roku drużyna kobiet zdobyła mistrzostwo kraju. W 2000 roku klub pierwszy raz w swojej historii wygrał Alpha Ethniki i zdobył Puchar Grecji. W latach 2001–2003 klub trzy razy obronił mistrzostwo kraju i Puchar Grecji. W sezonie 2001 zespół zadebiutował w Pucharze Europy. Klub wygrał wówczas czterokrotnie (m.in. z Zalaegerszegi Csuti SK i SFR Neukölln) i przegrał trzy razy, a w klasyfikacji końcowej uzyskał siedemnaste miejsce. Dwa lata później klub zajął trzydziestą pozycję, po trzech zwycięstwach i czterech porażkach. W sezonie 2004 klub zdobył piąty tytuł mistrza kraju z rzędu, a rok później zajął trzecie miejsce w lidze. W sezonie 2006 AO Kydon wygrał zarówno Alpha Ethniki, jak i Puchar Grecji. W sezonie 2008 zespół uzyskał trzecie miejsce w lidze, a dwa lata później zdobył wicemistrzostwo kraju..
W klubie grali m.in.: Zurab Azmaiparaszwili, Christos Banikas, Stelios Chalkias Baadur Dżobawa, Efstratios Griwas David Howell, Maria Kuwatsu, Arkadiusz Leniart, Dimitrios Mastrowasilis, Igor Miladinović, Joanis Nikolaidis, Liviu-Dieter Nisipeanu, Joanis Papaioanu, Lisa Schut, Tomasz Warakomski i Oskar Wieczorek.